# Neuseeländische Cricket-Nationalmannschaft in Pakistan in der Saison 1976/77
Die Tour der neuseeländischen Cricket-Nationalmannschaft nach Pakistan in der Saison 1976/77 fand vom 9. Oktober bis zum 4. November 1976 statt. Die internationale Cricket-Tour war Bestandteil der Internationalen Cricket-Saison 1976/77 und umfasste drei Tests und ein ODI. Pakistan gewann die Test-Serie 2–0, Neuseeland die ODI-Serie 1–0.

## Vorgeschichte
Für beide Mannschaften war es die erste Tour der Saison.
Das letzte Aufeinandertreffen der beiden Mannschaften bei einer Tour fand in der Saison 1972/73 in Neuseeland statt.

## Stadien
Die folgenden Stadien wurden für die Tour als Austragungsort vorgesehen.
| Stadion          | Stadt     | Kapazität | Spiele  |
| ---------------- | --------- | --------- | ------- |
| Niaz Stadium     | Hyderabad | 15.000    | 2. Test |
| National Stadium | Karachi   | 34.228    | 3. Test |
| Gaddafi Stadium  | Lahore    | 60.000    | 1. Test |

## Kaderlisten
| Test | Test | ODI | ODI |
| Pakistan | Neuseeland | Pakistan | Neuseeland |
| --- | --- | --- | --- |
| - Mushtaq Mohammad (K) - Asif Iqbal - Farrukh Zaman - Imran Khan - Intikhab Alam - Javed Miandad - Majid Khan - Sadiq Mohammad - Sarfraz Nawaz - Shahid Israr - Sikander Bakht - Wasim Raja - Wasim Bari (wk) - Zaheer Abbas | - Glenn Turner (K) - Robert Anderson - Mark Burgess - Lance Cairns - Richard Collinge - Richard Hadlee - Geoff Howarth - Warren Lees (wk) - John Morrison - David O’Sullivan - John Parker - Murray Parker - Peter Petherick - Andy Roberts | - Mushtaq Mohammad (K) - Asif Masood - Imran Khan - Intikhab Alam - Javed Miandad - Majid Khan - Sadiq Mohammad - Sarfraz Nawaz - Wasim Raja - Wasim Bari (wk) - Zaheer Abbas | - Glenn Turner (K) - Robert Anderson - Lance Cairns - Richard Collinge - Geoff Howarth - John Morrison - David O’Sullivan - John Parker (wk) - Murray Parker - Andy Roberts - Gary Troup |

## Tests

### Erster Test in Lahore
| 9. – 13. Oktober Scorecard | Lahore | Pakistan 417 (80.5) & 105-4 (18.7) | – | Neuseeland 157 (49.4) & 360 (92.4) (f/o) |
|                            |        | Pakistan gewinnt mit 6 Wickets     |   |                                          |

Pakistan gewann den Münzwurf und entschied sich als Schlagmannschaft zu beginnen.

### Zweiter Test in Hyderabad
| 23. – 27. Oktober Scorecard | Hyderabad | Pakistan 473-8d (128) & 4-0 (0.5) | – | Neuseeland 219 (73.7) & 254 (80.4) (f/o) |
|                             |           | Pakistan gewinnt mit 10 Wickets   |   |                                          |

Pakistan gewann den Münzwurf und entschied sich als Schlagmannschaft zu beginnen.

### Dritter Test in Karachi
| 30. Oktober – 4. November Scorecard | Karachi | Pakistan 565-9d (105.2) & 290-5d (47.4) | – | Neuseeland 468 (103.5) & 262-7 (79.6) |
|                                     |         | Remis                                   |   |                                       |

Pakistan gewann den Münzwurf und entschied sich als Schlagmannschaft zu beginnen.

## One-Day Internationals in Sialkot
| 16. Oktober Scorecard | Sialkot | Neuseeland 198-8 (35/35)     | – | Pakistan 197-9 (35/35) |
|                       |         | Neuseeland gewinnt mit 1 Run |   |                        |

Neuseeland gewann den Münzwurf und entschied sich als Schlagmannschaft zu beginnen. Als Spieler des Spiels wurde Glenn Turner ausgezeichnet.